# Мартин Маркулета
Мартин Маркулета (на испански: Martín Marculeta) е испански футболист, полузащитник.

## Кариера
Мартин Маркулета започва кариерата си през 1924 г. в Реал Сосиедад. През следващите десет години, Маркулета изиграва 106 мача и вкарва 4 гола. През 1928 г., като част от испанския национален отбор на Олимпийските игри в Амстердам, достига до четвъртфиналите.
През 1934 г. изиграва един мач на Световното първенство. Завършва кариерата си в Атлетико Мадрид. В три мача от сезона 1935/36 е треньор на Атлетико.
По време на Гражданската война се завръща в родния си град Сан Себастиан, участва в приятелските мачове на Реал Сосиедад, а през 1937 г. е треньор на отбора. След края на войната Маркулета е треньор на Реал Унион и Спортинг Хихон.